# Hiacynt (film)
Hiacynt – polski dramat filmowy z 2021 roku w reżyserii Piotra Domalewskiego. Obraz opowiada o akcji „Hiacynt” skierowanej przeciwko gejom i przeprowadzonej w PRL w latach 1985–1987.

## Obsada
- Tomasz Ziętek jako Robert Mrozowski
- Hubert Miłkowski jako Arek Krajewski
- Marek Kalita jako pułkownik Edward Mrozowski, ojciec Roberta
- Adrianna Chlebicka jako Halinka, narzeczona Roberta
- Tomasz Schuchardt jako Wojtek Nogaś
- Sebastian Stankiewicz jako Maciek
- Jacek Poniedziałek jako dygnitarz
- Piotr Trojan jako Kamil Barczyk
- Agnieszka Suchora jako Ewa Mrozowska, matka Roberta
- Tomasz Włosok jako Tadek Morawski
- Mirosław Zbrojewicz jako komendant
- Andrzej Kłak jako agent z blizną
- Adam Cywka jako profesor Jerzy Mettler
- Jakub Wieczorek jako tajniak
- Filip Perkowski jako taksówkarz
- Michał Pawlik jako Karol
- Michał Wierzbicki jako patolog
- Michał Balicki jako posterunkowy
- Mateusz Korsak jako wysoki mężczyzna
- Sławomir Grzymkowski jako intelektualista
- Adrian Wajda jako znajomy
- Piotr Miazga jako paranoik
- Jakub Kotyński jako inteligent
- Łukasz Lewandowski jako okularnik
- Antoni Sałaj jako kolega
- Wojciech Ziętek jako kolega
- Jakub Sielski jako kolega
- Elżbieta Kępińska jako babcia Kamila
- Mirella Burcewicz jako Adela
- Joanna Połeć jako Gośka
- Hanna Łubieńska jako Marta
- Mirosław Pisarek jako "Miętus"
- Andrzej Luter jako ksiądz
- Marcin Zarzeczny jako robotnik
- Jakub Orzechowski jako robotnik
- Dariusz Pieróg jako Adrian Sobolew
- Dariusz Majchrzak jako Adam Gregorczyk
- Roman Szewczyk jako milicjant na komendzie
- Anna Domalewska jako wokalistka na balu
- Jan Śmiarowski jako konferansjer na balu
- Sylwia Drzycimska jako Kaśka

## Nagrody
| Rok  | Festiwal/organizator                                              | Nagroda                                                                | Odbiorca                  |
| ---- | ----------------------------------------------------------------- | ---------------------------------------------------------------------- | ------------------------- |
| 2021 | Festiwal Polskich Filmów Fabularnych                              | Nagroda za scenariusz                                                  | Marcin Ciastoń            |
| 2021 | Festiwal Polskich Filmów Fabularnych                              | Nagroda za charakteryzację                                             | Daria Siejak              |
| 2021 | Festiwal Polskich Filmów Fabularnych                              | Złoty Klakier (nagroda Radia Gdańsk dla najdłużej oklaskiwanego filmu) |                           |
| 2021 | Nagroda im. Zbyszka Cybulskiego                                   |                                                                        | Tomasz Ziętek (nominacja) |
| 2021 | Międzynarodowy Festiwal Sztuki Autorów Zdjęć Filmowych Camerimage |                                                                        | Piotr Sobociński jr.      |